# Sete Quedas
Sete Quedas (en español: Siete Caídas o Siete Cascadas) es un municipio brasileño ubicado en el sur del estado de Mato Grosso do Sul, fue fundado el 4 de abril de 1974.
Situado a una altitud de 407 m s. n. m., la población según los datos del IBGE para el año 2004 es de 8.854 habitantes, su superficie es de 827 km².
Limita al sur con Paraguay, al norte con el municipio de Tacuru, al este con el de Japorã  y al oeste con el municipio de Paranhos.
Las principales fuentes económicas son la ganadería bovina, la soja y el cultivo de mandioca.
El municipio recibe el nombre por los Saltos del Guairá llamados en portugués "Salto de Sete Quedas" (en español:Salto de las Siete Cascadas) .